# 셰브르
셰브르(Chexbres, [ʃɛbʁ] SHEB –r)는 스위스 보주의 라보-오롱구에 위치한 지자체이다. 셰브르는 와인 재배 마을이다. 또한 제네바 호수의 눈에 띄는 전망을 즐길 수 있어 프랑스어로 “레만호의 발코니”(Balcon du Léman)라는 별명을 가지고 있다.

## 역사
셰브르의 지자체는 이미 로마 시대에 거주했으며, 단일 벽이 남아 있고 동전이 발견되었다. 장소에 대한 최초의 서면 언급은 셰브르라는 이름으로 1139년에 나타났다. 뒤이은 기간에 Chibriacum(1100), Chabris(1134), Chabre(1142), Cabarissa(1145), Cerbre(1147), Chebra(1165), Chabrii(1179), Chabre(1221) 등 많은 다른 이름이 있다. Chaibri (1248), Chaibry (1368), Chebry (1453), Cheibri (1454), 그리고 1562년까지 Chaybres와 Cheybres가 모두 등장했다. 이름의 유래는 명확하게 이해되지 않았다. 그것은 로마 개인 이름 Cabrius, 갈리아인 단어 Caebre(언덕 위의 도시를 의미) 또는 Cabus(대마)에서 파생될 수 있다.
셰브르 주변 지역은 6세기부터 생모리스 수도원이 소유했으며, 978년에는 부르고뉴 왕국이 되었다. 1079년 헨리 4세는 마을과 땅을 로잔의 주교에게 넘겼다.
1536년 베른이 보주를 정복하면서 셰브르는 로잔 영지의 관리하에 놓이게 되었다. 앙시앵 레짐이 붕괴된 후, 이 마을은 헬베티아 공화국 동안 1798년에서 1803년까지 레만주, 나중에는 보주에 속했다. 1798년에 이 마을은 라보 지역에 할당되었고, 1810년까지 이 지역 내 생사포랑(Saint-Saphorin) 광역권의 일부였다. 1810년 이후에야 정치적으로 독립된 지자체가 되었다. 아름다운 위치 덕분에 이 마을은 19세기에 리조트로 발전했다.

## 지리

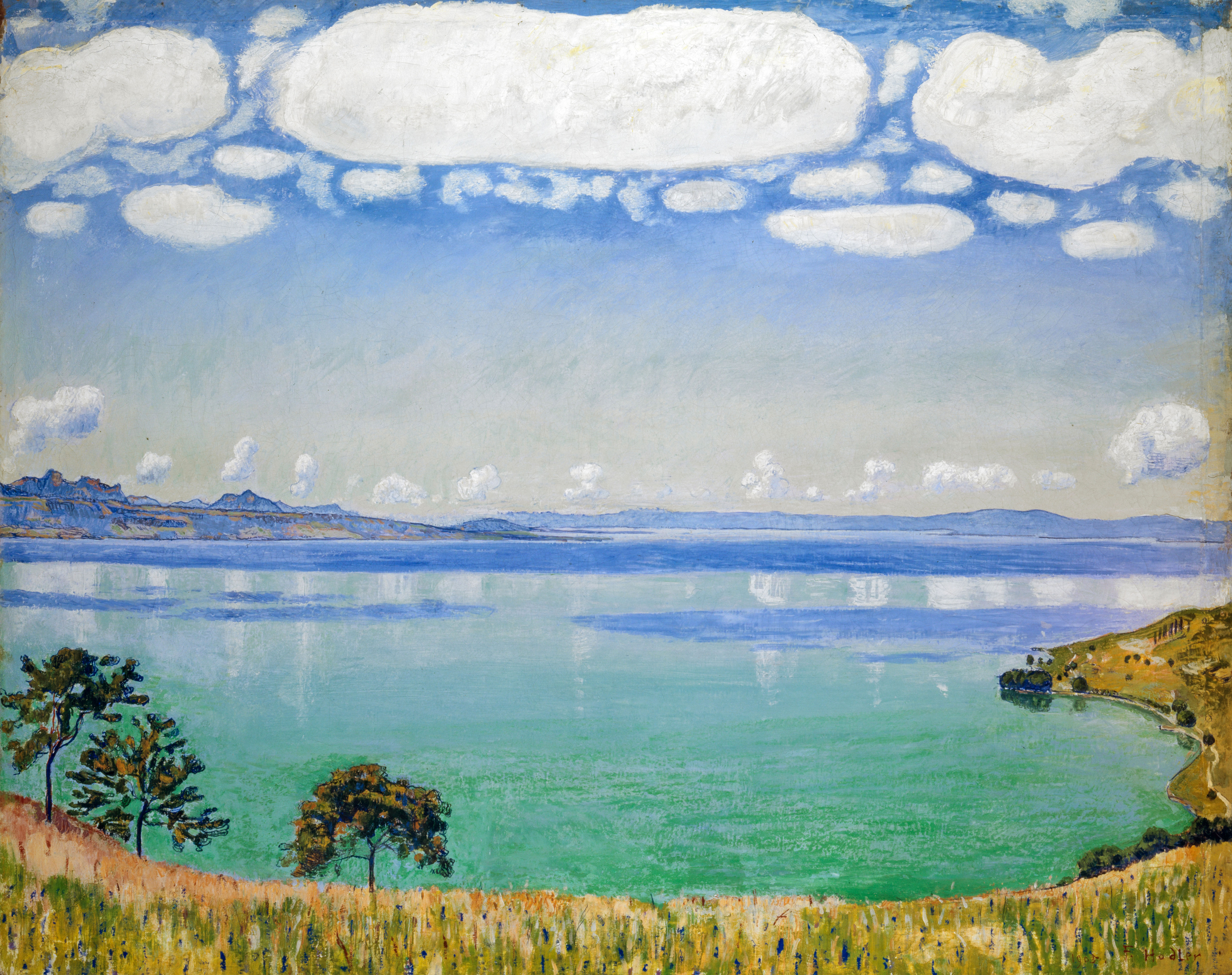
샤브르에서 본 레만호(페르디난트 호들러, 1905)

셰브르는 해발 565m, 주도 로잔에서 동남쪽으로 직선거리로 12km 떨어져 있다. 이 마을은 제네바 호수의 호수 높이에서 약 200m 높이의 아름다운 위치인 라보의 포레스테강 동쪽 지역을 포함한다.
커뮤니티 자체는 호수에 직접 접근할 수 없지만, 글레롤성(Château de Glérolles)의 동쪽으로 거의 제네바 호수 기슭까지 확장된다. 해발 715m의 크레베라(Crêt Bérard)는 셰브르의 가장 높은 지점이다. 서쪽으로 이 지역은 최대 해발 640m의 르시냘(Le Signal) 언덕에 있는 포레스테 계곡을 넘어 확장된다.
셰브르에는 포도밭과 여러 농장이 있는 마을 아래 경사면의 해발 455m에 Le Monte Iller의 작은 마을이 포함된다. 셰브르는 Rivaz, 퓌두 및 생사포랑(라보)과 접해 있다.
셰브르의 면적은 2009년 기준으로 2.14k㎡이다. 이 면적 중 1.1k㎡ (51.4%)가 농업 목적으로 사용되는 반면 0.35k㎡ (16.4%)는 산림이다. 나머지 토지 중 0.7k㎡ (32.7%)가 정착지(건물 또는 도로)이고, 0.01k㎡ (0.5%)가 비생산적인 토지이다.
건축면적 중 주택과 건물이 15.9%, 교통기반시설이 15.4%를 차지했다. 숲이 우거진 토지 중 전체 면적의 10.7%는 숲이 우거져 있고 5.6%는 과수원이나 작은 나무 군락으로 덮여 있다. 농경지 중 9.8%는 작물 재배에 사용되며, 24.8%는 목초지이며, 16.8%는 과수원이나 포도나무 작물에 사용된다.
시정촌은 2006년 8월 31일 해산될 때까지 라보구의 일부였으며, 셰브르는 새로운 라보-오롱구의 일부가 되었다.

## 인구통계
2020년 12월 기준, 셰브르의 인구는 2,252명이다. 2008년 기준으로 인구의 19.2%가 거주 외국인이다. 지난 10년(1999-2009년) 동안 인구는 4.1%의 비율로 변화했다. 이주로 인해 12.8%의 비율로, 출생 및 사망으로 인해 -8.5%의 비율로 변경되었다.
2000년 기준, 인구 대부분인 1,766명(86.5%)이 프랑스어를 사용하며, 독일어가 109명(5.3%)으로 2위이고, 포르투갈어가 36명(1.8%)으로 3위이다. 이탈리아어를 할 줄 아는 사람이 34명 있다.
지자체의 인구 중 424명 또는 약 20.8%가 셰브르에서 태어나 2000년에 그곳에 살았다. 같은 주에서 태어난 745명 또는 36.5%가 있었고, 383명 또는 18.8%가 스위스 다른 곳에서 태어났고 400명 또는 19.6%는 스위스 밖에서 태어났다.
2008년에는 스위스 시민이 16명, 비스위스계 시민이 1명이었고, 같은 기간에 스위스 시민이 30명, 비스위스계 시민이 1명이었다. 이민과 이주를 무시하면 스위스 시민의 인구는 14명 감소한 반면 외국인 인구는 그대로였다. 스위스로 재이민 온 스위스 남자 1명과 스위스에서 이민 온 스위스 여자 3명이 있었다. 동시에 다른 나라에서 스위스로 이주한 22명의 비스위스계 남성과 25명의 비스위스계 여성이 있었다. 2008년 전체 스위스 인구 변화(시 경계를 넘는 이동을 포함한 모든 출처에서)는 46명이 증가했고 비스위스계 인구는 27명이 증가했다. 이는 3.7%의 인구 증가율을 나타냅다.
2009년 현재 셰브르의 연령 분포는 다음과 같다. 199명의 어린이 또는 인구의 9.6%가 0세에서 9세 사이이고 198명의 십대 또는 9.6%가 10세에서 19세 사이이다. 성인 인구 중 203명 또는 인구의 9.8%가 20세에서 29세 사이이다. 261명(12.6%)은 30~39세, 350명(16.9%)은 40~49세, 254명(12.3%)은 50~59세이다. 고령자 분포는 244명(인구의 11.8%)이 60세 이상이다. 69세는 186명(70~79세)이 9.0%, 80~89세가 133명(6.4%), 90세 이상이 37명(1.8%)이다.
2000년 기준으로 시정촌에 미혼이거나, 독신인 사람은 774명이다. 기혼자는 947명, 미망인은 184명, 이혼한 사람은 136명이었다.
2000년 기준으로 시정촌의 민간가구는 887세대로 가구당 평균 2.1명이다. 1 인 가구는 334가구, 5인 이상 가구는 36가구였다. 총 907가구 중 1인 가구가 36.8%를 차지했다. 나머지 가구 중 자녀가 없는 기혼 부부는 258쌍, 자녀가 있는 기혼 부부는 236쌍으로, 자녀가 있는 편부모는 47쌍이다. 12가구는 혈연관계가 없는 사람들로, 20가구는 일종의 기관이나 집단주택으로 구성되어 있었다.
2000년에는 총 389채의 주거용 건물 중 181채(전체의 46.5%)가 단독 주택이었다. 다가구는 114채(29.3%), 주로 주거용으로 사용되는 다목적 건물은 70채(18.0%), 기타 용도(상업·공업)가 24채(6.2%)였다. 단독 주택 중 42채는 1919년 이전에 지어졌고 11채는 1990년에서 2000년 사이에 지어졌다. 가장 많은 다가구 주택(46채)이 1919년 이전에 지어졌고 그 다음으로 많은 주택(20채)이 1961년과 1970년 사이에 지어졌다. 1996년에서 2000년 사이에 지어진 다가구 주택이 2채가 있었다.
2000년에는 시정촌에 1,012개의 아파트가 있었다. 가장 흔한 아파트 규모는 3실 310실이었다. 1인실 아파트가 74실, 5실 이상 아파트가 223실이었다. 이 중 상시 입주가 가능한 아파트는 846채(전체의 83.6%)였으며, 성수기 아파트는 141채(13.9%), 공실은 25채(2.5%)였다. 2009년 기준 신규주택 건설률은 인구 1,000명당 1세대였다. 2010년 시정촌 공실률은 0.09%였다.
역사적 인구는 다음 차트에 나와 있다.

## 경제

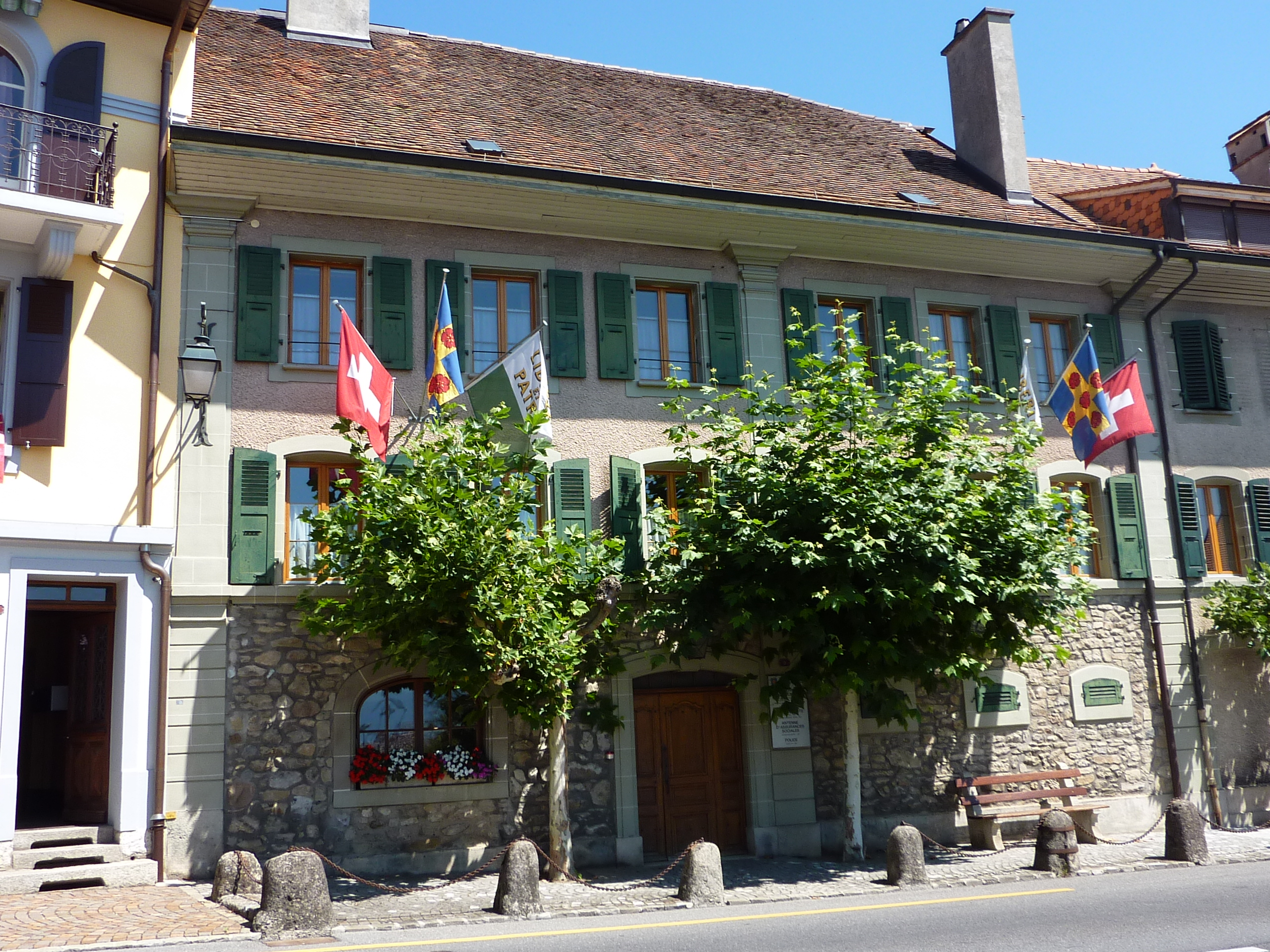
샤브르 청사

셰브르는 20세기 초반까지 주로 농업 마을이었다. 오늘날에도 라보의 햇볕이 잘 드는 슬로프의 포도밭은 약 25헥타르에 달하며, 고지대의 경작 및 축산업은 인구의 고용 구조에서 일정한 역할을 한다. 그러나 지역 중소기업, 특히 서비스 부문에서 더 많은 일자리를 구할 수 있다. 셰브르의 무역은 주로 일상적인 소비재와 관광객에게 제공된다. 여러 와인 가게도 있다. 셰브르는 온수 수영장도 갖추고 있다. 지난 수십 년 동안 수많은 단독 주택 건설을 통해 마을은 주거 커뮤니티로 발전했다. 그러나 많은 근로자는 주로 로잔과 브베 - 몽트뢰 지역에서 일하는 통근자이다.
2010년 현재 셰브르의 실업률은 3.8%이다. 2008년 현재 1차 경제 부문에 38명이 고용되어 있으며, 이 부문에 약 12개 기업이 참여하고 있다. 66명이 2차 부문에 고용되었고, 이 부문에 18개의 기업이 있었다. 534명이 3차 부문에 고용되었으며, 이 부문에는 67개의 기업이 있다. 시정촌 주민은 958명으로 일정 정도 고용되었으며, 그중 여성이 전체 노동력의 45.1%를 차지했다.
2008년에 정규직에 상응 하는 총 일자리 수는 521개였다. 1차 부문의 일자리 수는 23개였으며, 모두 농업에 있었다. 2차 부문의 일자리 수는 62개로 그중 19개(30.6%)가 제조업, 42개(67.7%)가 건설업이었다. 3차 부문의 일자리 수는 436개였다. 3차 부문에서 92개(21.1%)는 도소매 또는 자동차 수리업, 14개(3.2%)는 상품의 이동 및 보관, 84개(19.3%)는 호텔 또는 레스토랑, 5 또는 1.1%는 정보 산업에 종사했다. 6개(1.4%)가 보험 또는 금융 산업, 31개(7.1%)가 기술 전문가 또는 과학자, 13개(3.0%)가 교육, 154개(35.3%)가 의료 분야였다.
2000년 기준 시정촌으로 출퇴근하는 근로자는 379명, 출퇴근 근로자는 712명이었다. 지자체는 근로자의 순수출 지자체로, 1명이 전출할 때 약 1.9명의 근로자가 지자체를 떠나고 있다. 근로 인구 중 12.8%가 출퇴근용 대중교통을, 64.3%가 자가용을 이용하였다.

## 정치
2007년 연방 선거에서 가장 인기 있는 정당은 20.43%의 득표율을 기록한 SVP였다. 다음으로 가장 인기 있는 3개 정당은 FDP (18.1%), SP (18.05%), 녹색당 (13.3%)이었다. 연방 선거는 총 704표를 득표했고, 투표율은 52.6%였다.

## 종교
2000년 인구 조사에서 로마 가톨릭 신자는 550명(26.9%)이었고, 스위스 개혁 교회는 1,023명(50.1%) 이었다. 나머지 인구 중 정교회 교인은 82명 (인구의 약 4.02%)이었고, 다른 기독교 교인은 70명(인구의 약 3.43%)이었다. 1명의 유대인이 있었고, 16명(인구의 약 0.78%)이 이슬람교였다. 불교 2명과 다른 교회에 속한 4명이 있었다. 216명(인구의 약 10.58%)이 교회에 속하지 않고, 불가지론자 또는 무신론자이다. 그리고 112명의 개인(5.49%)이 질문에 대답하지 않았다.

## 교육
셰브르에서는 인구의 약 730 또는 (35.8%)가 비필수 고등 중등 교육을 완료했으며, 336 또는 (16.5%)가 추가 고등 교육(대학 또는 응용학문대학)을 완료했다. 고등 교육을 마친 336명 중 53.3%가 스위스 남성, 30.4%가 스위스 여성, 9.8%가 비스위스계 남성, 6.5%가 비스위스계 여성이었다.
2009/2010 학년도에 셰브르 학군에는 총 216명의 학생이 있었다. 보주 주립학교 시스템에서는 정치 구역에서 2년간의 의무가 아닌 유아원을 제공한다. 학년도 동안 정치구는 총 665명의 어린이에게 유치원 보육을 제공했으며, 그중 232명의 어린이(34.9%)가 보조금을 받는 유치원 보육을 받았다. 주의 초등학교 프로그램은 학생들이 4년 동안 출석해야 한다. 시립 초등학교 프로그램에는 114명의 학생이 있었다. 중학교 의무 프로그램은 6년 동안 지속되며, 해당 학교의 학생은 101명이었다. 홈스쿨링을 하거나 다른 학교에 다니는 학생도 1명 있었다.
2000년 현재 셰브르에는 146명의 다른 지자체에서 온 학생이 있었고, 177명의 주민들은 지자체 외부의 학교에 다녔다.

## 관광

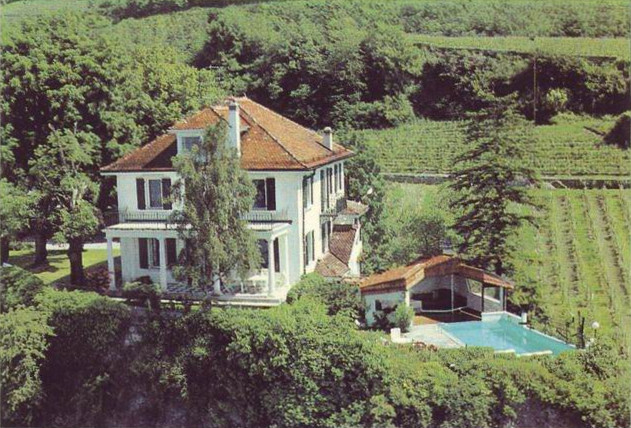
르로셔 주택 (생사포랑)

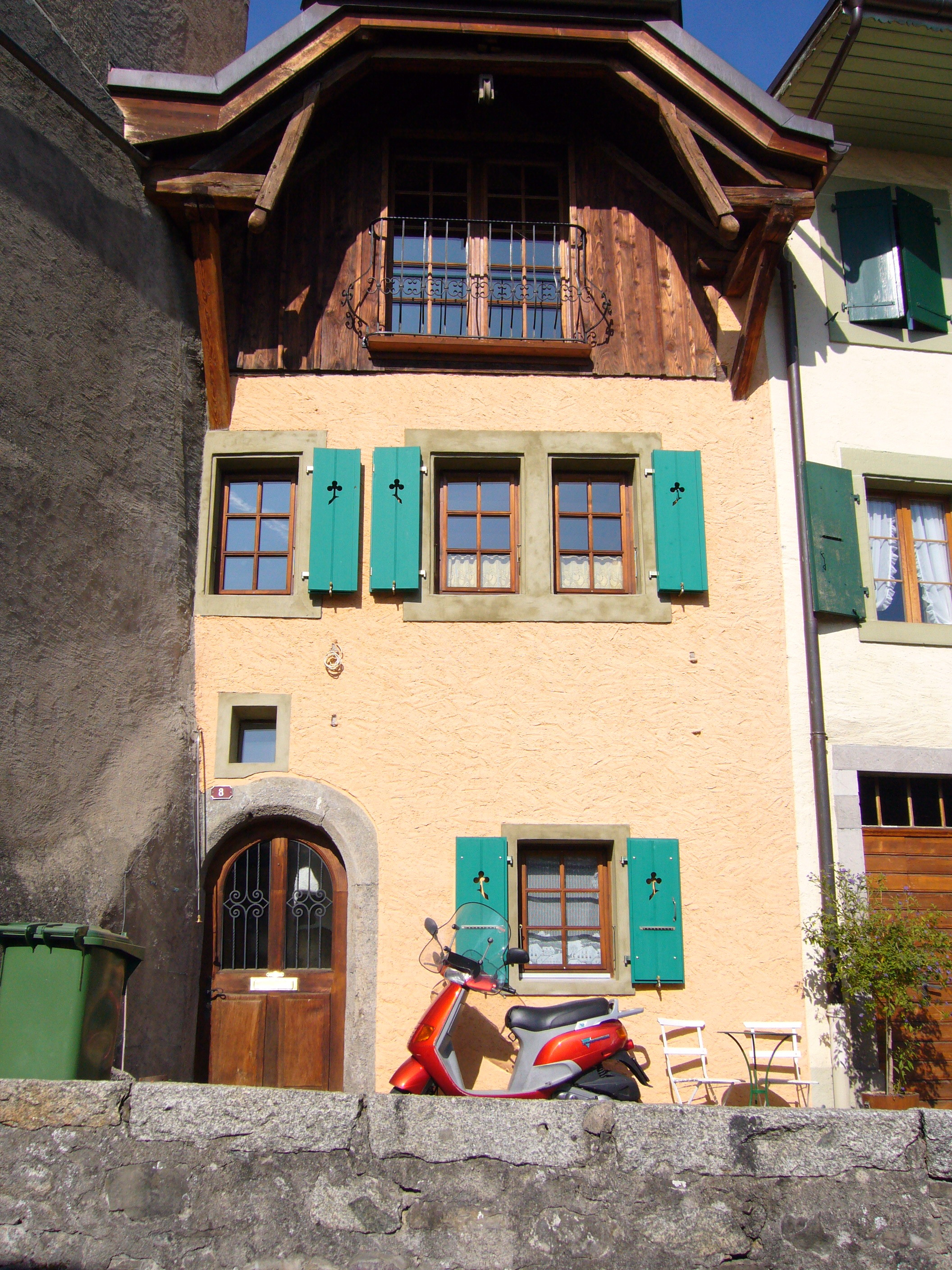
쉐브르의 주택

### 세계문화유산
유네스코 세계 문화 유산인 일부인 라보 포도원 테라스는 셰브르에 위치해 있다.

### 볼거리
셰브르 교회는 이전 예배당 자리에 1888년에 지어졌다. 신고딕 양식의 탑, 장 프라힌(Jean Prahins , 1988)의 놀라운 스테인드글라스, 1905년에 설치된 프랑스 낭만주의 양식의 오르간이 있다. 드크루자성(De Crousaz)은 15세기에 지어졌다. 그러나 현재의 건물은 1600년 직후 화재 이후 재건된 것이다. 18세기부터 시청인 메종 위통바쉬(Maison Wyttenbach)가 있다. 구 중심지에는 17세기부터 19세기까지의 특징적인 일부 농가가 보존되어 있다.

## 교통
커뮤니티는 교통이 잘 발달되어 연결되어 있다. 이 지역은 브베에서 무동까지의 주요 도로에 있다. A9 고속도로는 1974년에 개통되었으며, 로잔과 시옹을 연결한다. 그것은 시내 중심에서 약 1km 떨어진 시가지를 가로지른다.
1904년 5월 2일 브베에서 퓌두까지의 노선에 기차역이 설립되었다. 오늘날 이 루트는 포도밭 열차(Train des vignes)로 운행된다. 시정촌에서 조금 벗어나면 로잔에서 베른까지 가는 주요 노선의 퓌두-셰브르역(1862년 9월 4일 개통)이 있다. 버스 서비스는 퀴이에서 출발하는 노선도 제공한다.